# Білачув (гміна)
Гміна Білачув (пол. Gmina Białaczów) — місько-сільська гміна у центральній Польщі. Належить до Опочинського повіту Лодзинського воєводства.
Станом на 31 грудня 2011 у гміні проживало 6038 осіб.

## Площа
Згідно з даними за 2007 рік площа гміни становила 114.49 км², у тому числі:
- орні землі: 53.00%
- ліси: 37.00%

Таким чином, площа гміни становить 11.02% площі повіту.

## Населення
Станом на 31 грудня 2011:
| Опис     | Загалом | Загалом | Чоловіки | Чоловіки | Жінки | Жінки |
| -------- | ------- | ------- | -------- | -------- | ----- | ----- |
| одиниця  | осіб    | %       | осіб     | %        | осіб  | %     |
| все      | 6038    | 100     | 2980     | 49.35    | 3058  | 50.65 |
| міське   | 0       | 100     | 0        |          | 0     |       |
| сільське | 6038    | 100     | 2980     | 49.35    | 3058  | 50.65 |

## Сусідні гміни
Гміна Білачув межує з такими гмінами: Ґоварчув, Жарнув, Конське, Опочно, Парадиж, Славно.